# Železniško postajališče Puconci
Železniško postajališče Puconci je železniška postaja ki služi naselju Puconci.

## Proga
Leži na železniški progi Ormož - Hodoš d. m.